# Danh sách vườn quốc gia tại Canada
Vườn quốc gia tại Canada là các khu vực được bảo vệ theo Đạo luật Vườn quốc gia Canada, do Chính phủ Canada sở hữu và quản lý vì lợi ích, giáo dục và thụ hưởng của người dân Canada và các thế hệ tương lai của quốc gia. Các vườn quốc gia được quản lý bởi Cục Công viên Quốc gia Canada, một doanh nghiệp nhà nước trực thuộc Bộ Môi trường và Biến đổi Khí hậu Canada. Mục tiêu của hệ thống vườn quốc gia là bảo tồn các vùng đất đại diện cho 39 vùng tự nhiên khác nhau của đất nước được mô tả trong Kế hoạch Hệ thống Vườn quốc gia, chủ yếu để bảo vệ tính toàn vẹn sinh thái của đất đai, và thứ hai để cho phép công chúng khám phá, tìm hiểu và tận hưởng không gian tự nhiên của Canada.
Vườn quốc gia đầu tiên được thành lập vào năm 1885, để bảo vệ 26 km2 (10 dặm vuông Anh) của khu vực Suối nước nóng Cave và Basin để ngăn việc bán đất để phát triển tư nhân hóa. Mô hình hóa sau khi thực tế tại Hoa Kỳ với việc thành lập Vườn quốc gia Yellowstone, Đạo luật Vườn quốc gia Dãy núi Rocky được thông qua vào năm 1887, thành lập Vườn quốc gia Núi Rocky, sau chính là Vườn Quốc gia Banff. Ý tưởng về một vườn quốc gia sau đó rất phổ biến và dẫn đến nhiều đề xuất cho Bộ Nội vụ xem xét, bao gồm cả các địa điểm bổ sung dọc theo Đường sắt Thái Bình Dương của Canada (như là Yoho, Glacier và phần mở rộng của Banff), Tuyến đường sắt Grand Trunk Thái Bình Dương (như là Jasper). Năm 1911, Đạo luật Vườn quốc gia Dãy núi Rocky được thay thế bởi Đạo luật Khu bảo tồn và Vườn quốc gia Rừng Dominion đã thành lập Cục Công viên Quốc gia đầu tiên trên thế giới mang tên, Chi nhánh Dominion (sau này là Cục Công viên Quốc gia Canada), quản lý các vườn quốc gia ở Canada. Những vườn quốc gia sớm, kể cả những nơi được thành lập dưới sự lãnh đạo của James Bernard Harkin, được đặt sang một bên để dành đất chủ yếu phục vụ du lịch và bảo tồn nhưng cũng đã có một chính sách loại trừ cấm việc sử dụng tài nguyên tại các vùng đất truyền thống của những người bản địa sau khi hình thành các vườn quốc gia mới. Năm 1922, Vườn quốc gia Wood Buffalo là nơi đầu tiên cho phép các hoạt động của những người dân tộc bản địa truyền thống được tiếp tục. Năm 1972, Cục Công viên Quốc gia Canada thiết lập Khu bảo tồn vườn quốc gia, vùng đất được quản lý bởi cơ quan dự định sẽ trở thành vườn quốc gia trong khi chờ giải quyết quyền sử dụng đất bản địa và các thỏa thuận để tiếp tục sử dụng đất truyền thống.
Tính đến năm 2018, có tổng cộng 39 vườn quốc gia và 8 khu bảo tồn vườn quốc gia (bao gồm vườn quốc gia và khu bảo tồn Kluane, được coi là một vườn quốc gia và cũng là một khu bảo tồn) có tổng diện tích 328.198 km2 (126.718 dặm vuông Anh), chiếm 3,3% diện tích Canada, đại diện cho 30 trong tổng số 39 khu vực tự nhiên. Mỗi Tỉnh và lãnh thổ của Canada đều có ít nhất một vườn quốc gia. Danh sách này cũng bao gồm 4 Khu bảo tồn biển quốc gia (NMCAs), 1 địa danh quốc gia, và các vườn quốc gia, khu bảo tồn biển quốc gia dự kiến trong tương lai. Theo báo cáo có tất cả 15.449.249 lượt khách ghé thăm các vườn quốc gia của Canada trong năm 2016-17, trong đó có hơn 4 triệu lượt khách ghé thăm vườn quốc gia Banff, trong khi chỉ có hai người ghé thăm Vườn quốc gia Tuktut Nogait.
Dưới đây là danh sách các vườn quốc gia của Canada.

## Danh sách
Một Khu bảo tồn vườn quốc gia là khu vực đang chờ để trở thành một vườn quốc gia. Cho đến lúc đó, chúng sẽ được quản lý theo Đạo Luật vườn quốc gia như là một vườn quốc gia chính thức.

### Vườn quốc gia và Khu bảo tồn vườn quốc gia
- ‡ Di sản thế giới hoặc là một phần của di sản thế giới

| Tên                                                  | Hình ảnh | Vị trí                                                                  | Thành lập                                              | Diện tích (2017)                                                   | Khu vực tự nhiên                            | Mô tả |
| ---------------------------------------------------- | -------- | ----------------------------------------------------------------------- | ------------------------------------------------------ | ------------------------------------------------------------------ | ------------------------------------------- | --- |
| Akami-Uapishkᵁ-KakKasuak-Dãy núi Mealy (khu bảo tồn) |          | Newfoundland and Labrador · 53°24′B 59°22′T / 53,4°B 59,367°T           | 2015                                                   | 10.700 km2 (4.131 dặm vuông Anh)                                   | Bờ biển phía Đông                           | Vườn quốc gia này bao gồm một phần của Dãy núi Mealy núi ở Labrador từ Hồ Melville đến vịnh Sandwich và một số bãi biển dọc theo bờ biển Labrador. |
| Aulavik                                              |          | Northwest Territories · 73°42′B 119°55′T / 73,7°B 119,917°T             | 1992                                                   | 12.200 km2 (4.710 dặm vuông Anh)                                   | Vùng đất thấp Bắc Cực                       | Nằm ở phần phía bắc của Đảo Banks, sa mạc lạnh tại Aulavik là nơi có mật độ loài Bò xạ hương lớn nhất thế giới, cũng như loài Tuần lộc Bắc Cực đang bị đe dọa tuyệt chủng. |
| Auyuittuq                                            |          | Nunavut · 67°53′B 65°01′T / 67,883°B 65,017°T                           | 2001                                                   | 19.089 km2 (7.370 dặm vuông Anh)                                   | Vùng Bắc Davis                              | Một trong những vườn quốc gia lớn nhất của Canada và nằm gần như hoàn toàn trong vòng Bắc Cực, Auyuittuq nằm trên đảo Baffin bảo tồn một vùng hoang dã bắc cực gồ ghề với một số đỉnh núi cao nhất của vùng cao nguyên rộng lớn Canadian Shield. |
| Banff‡                                               |          | Alberta · 51°30′B 116°0′T / 51,5°B 116°T                                | 1885                                                   | 6.641 km2 (2.564 dặm vuông Anh)                                    | Dãy núi Rocky                               | Đây là vườn quốc gia đầu tiên được thành lập bởi chính phủ liên bang Canada, Banff bao gồm Thung lũng của Mười Đỉnh, vùng băng đá Wapta và Waputik, một số khu trượt tuyết, và các cộng đồng Louise và Banff. Nó là một phần của Di sản thế giới Vườn quốc gia Núi Rocky của Canada, tiếp giáp với các vườn quốc gia Kootenay và Yoho, và ranh giới của nó với vườn quốc gia Jasper tại Snow Dome là một điểm thủy văn của Bắc Mỹ. |
| Bán đảo Bruce                                        |          | Ontario · 45°14′B 81°37′T / 45,233°B 81,617°T                           | 1987                                                   | 125 km2 (48 dặm vuông Anh)                                         | Vùng đất thấp St. Lawrence                  | Được hình thành từ các vùng đất trước đây được chỉ định là Công viên tỉnh của tỉnh Hồ Ontario, Bruce bảo tồn sự hình thành bờ biển độc đáo của Niagara Escarpment và tạo thành một phần của Khu dự trữ sinh quyển lớn hơn được UNESCO công nhận của UNESCO. Đường mòn Bruce, một trong những con đường mòn đi bộ đường dài dài nhất của Canada, băng qua vườn quốc gia này. Loài rắn bị đe dọa tại Canada Sistrurus catenatus có mặt tại đây, cũng như là sự có mặt của quần thể Gấu đen Bắc Mỹ xa nhất về phía nam của Canada.:142–143 |
| Cape Breton Highlands                                |          | Nova Scotia · 46°43′B 60°40′T / 46,717°B 60,667°T                       | 1936                                                   | 948 km2 (366 dặm vuông Anh)                                        | Cao nguyên biển Acadian                     | Đây là vườn quốc gia lâu đời nhất bên Đại Tây Dương của Canada là môi trường rừng Acadian và taiga ở Cao nguyên Cape Breton. Một phần ba đường mòn Cabot chạy qua trung tâm vườn quốc gia. Hầu hết số lượng loài Linh miêu Canada tại Nova Scotia có mặt tại đây, và sự có mặt của loài có nguy cơ tuyệt chủng Cá voi trơn Bắc Đại Tây Dương.:42–43 Nai sừng tấm miền tây được đem tới đây từ Vườn quốc gia Đảo Elk tại Alberta từ giữa 1947 và 1948, khi Nai sừng tấm miền Đông bị săn bắn gần như đã tuyệt chủng.                     |
| Đảo Elk                                              |          | Alberta · 53°37′B 112°52′T / 53,617°B 112,867°T                         | 1913                                                   | 194 km2 (75 dặm vuông Anh)                                         | Cao nguyên và đồng bằng Taiga phía Nam      | Tạo ra như là một nơi bảo vệ nghiêm ngặt cho các loài động vật hoang dã như nai sừng tấm, vườn quốc gia này cũng là một phần của Khu bảo tồn bò rừng bison, Khu bảo tồn bầu trời tối Beaver Hills, và Khu dự trữ sinh quyển Beaver Hills. Mười tám con nai sừng tấm (chín con đực và chín con cái) từ đảo Elk đã được đêm đến đến vườn quốc gia Cape Breton Highlands của Nova Scotia từ năm 1947 đến năm 1948. |
| Forillon                                             |          | Quebec · 48°54′B 64°21′T / 48,9°B 64,35°T                               | 1970                                                   | 240 km2 (93 dặm vuông Anh)                                         | Dãy núi Notre Dame và Megantic              | Những vùng đất của công viên đầu tiên ở Quebec là những khu săn bắn và câu cá truyền thống trên sông Mi'kmaq và Iroquois, người dân được khai thác từ nguồn cung cấp gỗ phong phú tại đây.:98–99 Hai trăm hai mươi lăm gia đình đã bị đuổi ra khỏi các vùng đất công viên trước khi vườn quốc gia được thành lập vào năm 1970. Trong năm 2011, Chính phủ Canada đã đưa ra một lời xin lỗi chính thức đối với các gia đình về sự ngược đãi của họ.                                                                                       |
| Fundy                                                |          | New Brunswick · 45°36′B 64°57′T / 45,6°B 64,95°T                        | 1948                                                   | 206 km2 (80 dặm vuông Anh)                                         | Cao nguyên biển Acadian                     | Là nơi có thủy triều cao nhất trên thế giới, Vịnh Fundy phơi bày đáy đại dương khi thủy triều xuống mức thấp nhất, và dâng lên tới 16 mét (52 ft) khi thủy triều lên. Vườn quốc gia này là phần lõi của Khu dự trữ sinh quyển Fundy được UNESCO công nhận. |
| Các đảo Vịnh Georgian                                |          | Ontario · 44°53′B 79°52′T / 44,883°B 79,867°T                           | 1930                                                   | 14 km2 (5 dặm vuông Anh)                                           | Great Lakes—St. Lawrence precambrian region | Đảo Beausoleil là hòn đảo lớn nhất trong số các hòn đảo nhỏ tạo nên vườn quốc gia, ban đầu bao gồm đảo Flowerpot. Các hòn đảo này là một phần của Khu dự trữ sinh quyển Vịnh Georgian Littoral được UNESCO công nhận. |
| Glacier                                              |          | British Columbia · 51°18′B 117°31′T / 51,3°B 117,517°T                  | 1886                                                   | 1.349 km2 (521 dặm vuông Anh)                                      | Dãy núi Columbia                            | Đại diện cho khu vực tự nhiên của vùng núi Columbia, vườn quốc gia này bao gồm sông băng Illecillewaet, đèo Rogers, Các hang Nakimu, các Núi Sir Donald và Dawson. |
| Grasslands                                           |          | Saskatchewan · 49°12′B 107°43′T / 49,2°B 107,717°T                      | 1981                                                   | 730 km2 (282 dặm vuông Anh) (905 km2 (349 dặm vuông Anh) proposed) | Đồng cỏ Prairie                             | Nằm dọc theo biên giới với tiểu bang Montana của Hoa Kỳ, vườn quốc gia có hệ sinh thái đồng cỏ không bị xáo trộn và vùng đất xấu nơi có các hóa thạch từ khoảng Thành hệ Frenchman và Bearpaw được phát hiện bao gồm cả loài Khủng long ba sừng và Khủng long bạo chúa. |
| Gros Morne‡                                          |          | Newfoundland and Labrador · 49°41′B 57°44′T / 49,683°B 57,733°T         | 1973                                                   | 1.805 km2 (697 dặm vuông Anh)                                      | Cao nguyên Tây Newfoundland                 | Một di sản thế giới có lớp phủ và lớp vỏ lộ ra ngoài như là một ví dụ về kiến tạo mảng. Vườn quốc gia cũng bao gồm công viên cũng bao gồm vịnh hẹp Western Brook Pond, làng đánh cá Lobster Cove và núi Gros Morne thuộc dãy núi Long Range. |
| Quần đảo Gulf (khu bảo tồn)                          |          | British Columbia · 48°51′B 123°27′T / 48,85°B 123,45°T                  | 2003                                                   | 37 km2 (14 dặm vuông Anh)                                          | Vùng đất thấp Eo biển Georgia               | Nó đại diện cho vùng đất thấp của Eo biển Georgia, vườn quốc gia bao gồm 6 km² là khu vực biển và 15 hòn đảo nhỏ. |
| Gwaii Haanas‡ (Reserve)                              |          | British Columbia · 52°23′B 131°28′T / 52,383°B 131,467°T                | 1988                                                   | 1.474 km2 (569 dặm vuông Anh)                                      | Dãy núi bên bờ biển Thái Bình Dương         | Nằm tại phía nam của quần đảo Haida Gwaii, đây là vườn quốc gia xa nhất về phía tây của Canada và bao gồm 138 hòn đảo, bao gồm cả làng Di sản thế giới Ninstints, Đảo Hotspring và mũi phía nam của Đảo Moresby. |
| Ivvavik                                              |          | Yukon · 69°31′B 139°31′T / 69,517°B 139,517°T                           | 1984                                                   | 9.750 km2 (3.764 dặm vuông Anh)                                    | Bắc Yukon                                   | Tiếp giáp với Vườn quốc gia Vuntut ở phía Nam và Khu bảo tồn động vật hoang dã Quốc gia Bắc Cực bên kia biên giới thuộc Alaska, Hoa Kỳ, vườn quốc gia có vùng lãnh nguyên Bắc Cực không bị băng hà trong kỷ băng hà cuối cùng và do đó nó là nơi có con sông lâu đời nhất ở Canada, Sông Firth. Ivvavik là vườn quốc gia đầu tiên được thành lập như là kết quả của thỏa thuận yêu cầu bồi thường đất với người thổ dân, Hiệp định Inuvialuit.                                                                                          |
| Jasper‡                                              |          | Alberta · 52°48′B 117°54′T / 52,8°B 117,9°T                             | 1907                                                   | 11.228 km2 (4.335 dặm vuông Anh)                                   | Dãy núi Rocky                               | Là một phần của Di sản thế giới Vườn quốc gia Núi Rocky của Canada, tiếp giáp với Vườn quốc gia Banff, và hai Công viên tỉnh Núi Robson và Hamber ở British Columbia, vườn quốc gia này bao gồm cộng đồng Jasper, Vùng băng đá Columbia, thác nước Athabasca, thác nước Sunwapta, hồ Maligne, hẻm núi Maligne, và Snow Dome, đỉnh thủy văn tại Bắc Mỹ nằm ở ranh giới của nó với Vườn quốc gia Banff. |
| Kejimkujik                                           |          | Nova Scotia · 44°24′B 65°13′T / 44,4°B 65,217°T                         | 1967                                                   | 404 km2 (156 dặm vuông Anh)                                        | Đồng bằng bờ biển Đại Tây Dương             | Khu vực xung quanh hồ Kejimikujik đã được mua lại bởi chính phủ liên bang vào năm 1967 và bổ sung thêm diện tích 22 km² khu vực bờ biển vào năm 1985. Phần nội địa được xác định là Địa danh Lịch sử Quốc gia vào năm 1995 với cảnh quan văn hóa Mi'kmaw, tiếp giáp với Khu bảo tồn thú săn Tobeatic. Vườn quốc gia là một phần của Khu dự trữ sinh quyển Tây Nam Nova và là một khu bảo tồn trời tối. |
| Kluane‡ (two units: a Park and a Reserve)            |          | Yukon · 60°37′B 138°20′T / 60,617°B 138,333°T                           | 1972 (khu bảo tồn) 29 tháng 5 năm 1993 (vườn quốc gia) | 21.980 km2 (8.487 dặm vuông Anh)                                   | Dãy núi bờ biển phía Bắc                    | Đây là một phần của Di sản thế giới và tiếp giáp với Vườn quốc gia Wrangell–St. Elias, Công viên tỉnh Tatshenshini-Alsek, Kluane bảo vệ các đỉnh núi cao nhất Canada, trong đó có đỉnh Núi Logan cao nhất Canada, và bao gồm một phần của vành đai băng không bị gián đoạn lớn nhất thế giới. |
| Kootenay‡                                            |          | British Columbia · 50°53′B 116°03′T / 50,883°B 116,05°T                 | 1920                                                   | 1.406 km2 (543 dặm vuông Anh)                                      | Dãy núi Rocky                               | Là một phần của Vườn quốc gia Núi Rocky của Canada, vườn quốc gia này tiếp giáp với các vườn quốc gia Banff và Yoho, cũng như Công viên tỉnh Núi Assiniboine, vườn quốc gia đại diện cho khu vực tự nhiên của Dãy núi Rocky, bao gồm cả các hồ nước nóng Radium Hot Springs, mỏ hóa thạch Burgess Shale nổi tiếng, thác nước Numa, và hồ Floe. |
| Kouchibouguac                                        |          | New Brunswick · 46°51′B 64°58′T / 46,85°B 64,967°T                      | 1969                                                   | 239 km2 (92 dặm vuông Anh)                                         | Đồng bằng ven biển                          | Nằm trên bờ biển, nơi sông Kouchibouguac chảy vào eo biển Northumberland, từ phía bắc của đảo Hoàng tử Edward, vườn quốc gia minh họa cho cảnh quan ven biển, bao gồm thủy triều cửa sông, cồn cát ven biển, đầm lầy muối, đầm lầy và đảo chắn. |
| La Mauricie                                          |          | Quebec · 46°48′B 72°58′T / 46,8°B 72,967°T                              | 1970                                                   | 536 km2 (207 dặm vuông Anh)                                        | Ngũ Hồ—St. khu vực Tiền Cambri Lawrence     | Nằm ở phía bắc của Shawinigan, giữa các sông Saint-Maurice, Matawin và khu bảo tồn động vật hoang dã Mastigouche, công viên có một khu vực xuồng cắm trại và môi trường sống cho loài rùa Glyptemys insculpta cực kỳ nguy cấp. |
| Quần đảo Mingan (khu bảo tồn)                        |          | Quebec · 50°13′B 63°10′T / 50,217°B 63,167°T                            | 1984                                                   | 151 km2 (58 dặm vuông Anh)                                         | Vùng đất thấp St. Lawrence                  | Nằm dọc theo Vịnh Saint Lawrence, vườn quốc gia bao gồm khu vực tự nhiên của Quần đảo Mingan với những mỏm đá vôi và môi trường sống của Hải âu cổ rụt Đại Tây Dương. |
| Núi Revelstoke                                       |          | British Columbia · 51°05′B 118°04′T / 51,083°B 118,067°T                | 1914                                                   | 262 km2 (101 dặm vuông Anh)                                        | Dãy núi Columbia                            | Vườn quốc gia có thể đi đến bằng đường mòn từ thành phố Revelstoke, vườn quốc gia là đại diện của vùng tự nhiên Dãy núi Columbia. |
| Nááts'ihch'oh (khu bảo tồn)                          |          | Northwest Territories · 62°22′B 127°58′T / 62,367°B 127,967°T           | 2014                                                   | 4.850 km2 (1.873 dặm vuông Anh)                                    | Dãy núi Mackenzie                           | Liền kề với Vườn quốc gia Nahanni, Nááts'įhch'oh mở rộng khu vực được bảo vệ vào khu định cư Sahtu để bao gồm thêm đất với lưu vực sông Nam Nahanni, núi Nááts'įhch'oh và Moose Ponds. |
| Nahanni‡ (khu bảo tồn)                               |          | Northwest Territories · 61°33′B 125°35′T / 61,55°B 125,583°T            | 1972                                                   | 30.000 km2 (11.583 dặm vuông Anh)                                  | Dãy núi Mackenzie                           | Vườn quốc gia là di sản thiên nhiên thế giới đầu tiên tại Canada, Nahanni bao gồm sông Nam Nahanni, thác Virginia, Cirque of the Unclimbables và hệ thống hang động đá vôi. |
| Pacific Rim (khu bảo tồn)                            |          | British Columbia · 48°38′B 124°46′T / 48,633°B 124,767°T                | 1970                                                   | 510 km2 (197 dặm vuông Anh)                                        | Dãy núi bờ biển Thái Bình Dương             | Đại diện phần đồng bằng ven biển của vùng tự nhiên Thái Bình Dương, công viên được chia thành ba phần riêng biệt: bãi biển Long Beach, nhóm các đảo Broken và Đường mòn Bờ biển phía Tây. |
| Point Pelee                                          |          | Ontario · 41°58′B 82°31′T / 41,967°B 82,517°T                           | 1918                                                   | 15 km2 (6 dặm vuông Anh)                                           | Vùng đất thấp St. Lawrence                  | Vườn quốc gia đầu tiên được thành lập để bảo tồn, Point Pelee là điểm cực nam của lục địa Canada, và cũng bao gồm điểm cực nam trên Đảo Middle. Môi trường đầm lầy ngập nước là một điểm dừng cho các loài chim di cư và bướm vua, và từ năm 1987, nó là một vùng đất ngập nước có tầm quan trọng quốc tế theo Công ước Ramsar. |
| Prince Albert                                        |          | Saskatchewan · 53°58′B 106°22′T / 53,967°B 106,367°T                    | 1927                                                   | 3.875 km2 (1.496 dặm vuông Anh)                                    | Cao nguyên và đồng bằng Taiga phía Nam      | Được thành lập như là một trung tâm giải trí ngoài trời, vườn quốc gia bao gồm một cộng đồng dân cư nhỏ ở cuối phía đông của hồ Waskesiu và có đồng cỏ là nơi sinh sống của loài Bò rừng bizon đồng bằng, rừng taiga, và các hồ Ajawaan, Lavallee và nhiều hồ khác. |
| Đảo Hoàng tử Edward                                  |          | Prince Edward Island · 46°25′B 63°05′T / 46,417°B 63,083°T              | 1937                                                   | 27 km2 (10 dặm vuông Anh)                                          | Đồng bằng ven biển                          | Các bãi biển và cồn cát trên bờ biển phía bắc của đảo cung cấp môi trường sống làm tổ cho Choi choi chân vàng có nguy cơ bị tuyệt chủng và được chỉ định là Vùng Chim quan trọng. Một phần mở rộng được thêm vào năm 1998 bảo vệ các đụn cát parabol và một khu vực có các bằng chứng khảo cổ về Paleo-Indians 10.000 năm trước. Công viên cũng bao gồm nông trang Green Gables, là nguồn cảm hứng cho tiểu thuyết Anne tóc đỏ dưới chái nhà xanh nổi tiếng.:62–63                                                                      |
| Pukaskwa                                             |          | Ontario · 48°15′B 85°53′T / 48,25°B 85,883°T                            | 1971                                                   | 1.878 km2 (725 dặm vuông Anh)                                      | Vùng núi Taiga Trung tâm                    | Nằm trên Đường mòn đi bộ Voyageur và và vùng bờ Ngũ Đại Hồ, Pukaskwa bảo vệ một khu vực rừng taiga phần lớn đã bị ảnh hưởng bởi các ngành khai thác gỗ và khai mỏ. Hố Pukaskwa nằm trong vườn quốc gia. |
| Qausuittuq                                           |          | Nunavut · 76°00′B 100°00′T / 76°B 100°T                                 | 2015                                                   | 11.008 km2 (4.250 dặm vuông Anh)                                   | Tây Bắc Cực                                 | Tọa lạc trên Đảo Bathurst, vườn quốc gia nằm tiếp giáp với Khu bảo tồn động vật hoang dã Quốc gia Polar Bear Pass và bảo vệ môi trường sống của loài bò xạ hương. |
| Quttinirpaaq                                         |          | Nunavut · 82°13′B 72°13′T / 82,217°B 72,217°T                           | 1988                                                   | 37.775 km2 (14.585 dặm vuông Anh)                                  | Đông Bắc Cực                                | Nằm trên sa mạc băng giá của đảo Ellesmere ở mũi phía bắc của Canada, vườn quốc gia bao gồm vịnh hẹp Tanquary, đỉnh Barbeau, hồ Hazen và Fort Conger. |
| Riding Mountain                                      |          | Manitoba · 50°52′B 100°02′T / 50,867°B 100,033°T                        | 1929                                                   | 2.968 km2 (1.146 dặm vuông Anh)                                    | Cao nguyên và đồng bằng Taiga phía Nam      | Là một phần của Khu dự trữ sinh quyển Riding Mountain, vườn quốc gia có cả rừng taiga và rừng dương trong cảnh quan đồng cỏ rộng lớn, xen kẽ với các ao hồ và đầm lầy. Đây là một trung tâm giải trí ngoài trời và bao gồm cả thị trấn Wasagaming, Địa điểm Lịch sử Quốc gia Cổng Đông, và trước đây là của trại tù nhân chiến tranh Whitewater. |
| Rouge                                                |          | Ontario · 43°56′B 79°14′T / 43,933°B 79,233°T                           | 2015                                                   | 79,1 km2 (31 dặm vuông Anh)                                        | Vùng đất thấp St. Lawrence                  | Nằm trong khu vực Greater Toronto bắt đầu từ cửa sông Rouge và qua cuối phía đông của Scarborough và Markham, công viên bao gồm hành lang xanh và vùng đất ngập nước với môi trường sống cho loài rùa Blanding, cũng như địa điểm lịch sử quốc gia Bead Hill. |
| Đảo Sable (khu bảo tồn)                              |          | Nova Scotia · 43°57′B 59°55′T / 43,95°B 59,917°T                        | 2013                                                   | 30 km2 (12 dặm vuông Anh)                                          | Đồng bằng ven biển Đại Tây Dương            | Bao gồm đảo Sable ở rìa thềm lục địa ngoài khơi bờ biển Nova Scotia, hòn đảo cát là nơi có loài Ngựa hoang đảo Sable và cung cấp môi trường sống cho Hải cẩu xám và cỏ biển. |
| Sirmilik                                             |          | Nunavut · 72°59′B 81°8′T / 72,983°B 81,133°T                            | 2001                                                   | 22.200 km2 (8.571 dặm vuông Anh)                                   | Vùng đất thấp Đông Bắc Cực                  | nằm ở cuối phía đông của Nunavut, Sirmilik bao gồm dãy núi Byam Martin của đảo Bylot, bán đảo Borden trên đảo Baffin và vịnh hẹp Oliver Sound. |
| Terra Nova                                           |          | Newfoundland and Labrador · 48°32′B 53°56′T / 48,533°B 53,933°T         | 1957                                                   | 399 km2 (154 dặm vuông Anh)                                        | Vùng Đại Tây Dương Đông Newfoundland        | Terra Nova là vườn quốc gia nằm ở cực đông nhất tại Canada, nó nằm trên bờ biển phía đông của Newfoundland dọc theo đường cao tốc Xuyên Canada. Vườn quốc gia đặc trưng của cảnh quan Newfoundland của vùng đất thấp, đồi, và một bờ biển, vịnh hẹp, vịnh nhỏ, cửa hút gió, vòm biển và hang động, cũng như môi trường sống cho loài Chồn thông Newfoundland. |
| Quần đảo Thousand                                    |          | Ontario · 44°21′B 75°57′T / 44,35°B 75,95°T                             | 1904                                                   | 24 km2 (9 dặm vuông Anh)                                           | Vùng đất thấp St. Lawrence                  | Vườn quốc gia bao gồm toàn bộ hoặc một phần của 26 hòn đảo và 80 đảo nhỏ, bãi cát ven sông Saint Lawrence, cũng như một số khu vực đất liền ở Leeds và Grenville, phía đông Kingston, và trong Khu dự trữ sinh quyển Frontenac Arch. |
| Dãy núi Torngat                                      |          | Newfoundland and Labrador · 59°26′B 63°52′T / 59,433°B 63,867°T         | 2005                                                   | 9.700 km2 (3.745 dặm vuông Anh)                                    | Dãy núi Bắc Labrador                        | Nằm trên mũi phía bắc của Labrador, tiếp giáp với Công viên tỉnh Kuururjuaq của Quebec, và được thành lập như một phần của Hiệp định Khiếu nại đất Inuit. Vườn quốc gia bao gồm Dãy núi Torngat, bờ biển Labrador, và các khám phá khảo cổ tiền Dorset, Dorset và Thule. |
| Tuktut Nogait                                        |          | Northwest Territories · 68°49′B 121°45′T / 68,817°B 121,75°T            | 1998                                                   | 18.181 km2 (7.020 dặm vuông Anh)                                   | Đồi thấp lãnh nguyên                        | Nằm trong Inuvialuit,vườn quốc gia được thiết lập để bảo vệ đàn tuần lộc Bluenose-West và bảo vệ quyền khai thác cho người người Inuvialuit. Nó được mở rộng thêm vào năm 2005 để bao gồm thêm khu vực định cư Sahtu. |
| Ukkusiksalik                                         |          | Nunavut · 65°21′B 87°18′T / 65,35°B 87,3°T                              | 2003                                                   | 20.880 km2 (8.062 dặm vuông Anh)                                   | Lãnh nguyên Trung tâm                       | Được đặt tên trong tiếng Inuit cho đá Soapstone, vườn quốc gia bao quanh vịnh Wager là khu vực sinh sản của loài gấu Bắc Cực và bao gồm các di tích văn hóa của người Dorset và Thule và Aivilingmiut. |
| Vuntut                                               |          | Yukon · 68°22′B 139°51′T / 68,367°B 139,85°T                            | 1993                                                   | 4.345 km2 (1.678 dặm vuông Anh)                                    | Bắc Yukon                                   | Tiếp giáp với Vườn quốc gia Ivvavik và Khu bảo tồn động vật hoang dã quốc gia Bắc Cực của Alaska, Hoa Kỳ, khu vực vườn quốc gia không bị băng hà trong kỷ băng hà cuối cùng và hiện đang lưu giữ các hóa thạch Thế Canh Tân. Do vị trí xa xôi và không thể tiếp cận bằng đường bộ, vườn quốc gia được thành lập, và phối hợp điều hành với Vuntut Gwitchin First Nation như một phần của thỏa thuận với chính phủ Canada. |
| Wapusk                                               |          | Manitoba · 57°46′B 93°22′T / 57,767°B 93,367°T                          | 1996                                                   | 11.475 km2 (4.431 dặm vuông Anh)                                   | Vùng đất thấp Hudson—James                  | Được tách ra từ một phần của khu vực quản lý động vật hoang dã tỉnh Churchill, Wapusk giúp bảo vệ khu vực sản sinh sản cho loài gấu Bắc cực. |
| Các hồ Waterton‡                                     |          | Alberta · 49°03′B 113°55′T / 49,05°B 113,917°T                          | 1895                                                   | 505 km2 (195 dặm vuông Anh)                                        | Dãy núi Rocky                               | Cùng với Vườn quốc gia Glacier láng giềng tại tiểu bang Montana, Hoa Kỳ tạo thành Di sản thế giới Công viên hòa bình quốc tế Waterton-Glacier, là khu bảo tồn xuyên biên giới lâu đời nhất trên thế giới. Vườn quốc gia bảo vệ cảnh quan tự nhiên quanh Hồ Waterton, nơi có khách sạn Thân vương xứ Wales lịch sử, vườn quốc gia nổi tiếng với các điểm tham quan đi bộ đường dài như Đường mòn Crypt Lake. |
| Wood Buffalo‡                                        |          | Alberta · Northwest Territories · 59°23′B 112°59′T / 59,383°B 112,983°T | 1922                                                   | 44.972 km2 (17.364 dặm vuông Anh)                                  | Đồng bằng Taiga phía Bắc                    | Đây là vườn quốc gia lớn nhất ở Canada, Wood Buffalo bảo vệ môi trường sống của bò rừng bison và khu vực sinh sản của loài cực kỳ nguy cấp Sếu Mỹ và phần lớn diện tích đồng bằng Peace–Athabasca. Vườn quốc gia được công nhận là một di sản thế giới vào năm 1983 và được công nhận là khu bảo tồn có bầu trời tối nhất thế giới. |
| Yoho‡                                                |          | British Columbia · 51°24′B 116°29′T / 51,4°B 116,483°T                  | 1886                                                   | 1.313 km2 (507 dặm vuông Anh)                                      | Dãy núi Rocky                               | Là một phần của Di sản thế giới Vườn quốc gia Núi Rocky của Canada, tiếp giáp với Vườn quốc gia Banff và Kootenay, Yoho bao gồm cộng đồng Field, mỏ hóa thạch Burgess Shale, hồ Emerald, thác nước Takakkaw và sông Kicking Horse. |

### Vườn quốc gia và các Khu bảo tồn vườn quốc gia dự kiến
Sau đây là những khu vực mà Cục Công viên Quốc gia Canada đang trong quá trình đánh giá để trở thành các vườn quốc gia trong tương lai. Trong khi các khu vực này có thể được bảo tồn hoặc có các thỏa thuận liên bang/lãnh thổ, nhưng vẫn chưa được chính thức thành lập thông qua luật pháp như là một vườn quốc gia.
| Tên                        | Vị trí                                                  | Diện tích                               | Vùng tự nhiên                 |
| -------------------------- | ------------------------------------------------------- | --------------------------------------- | ----------------------------- |
| Vùng đất thấp Manitoba     | Manitoba · 53°46′B 99°4′T / 53,767°B 99,067°T           | Xấp xỉ 5.000 km2 (1.931 dặm vuông Anh)  | Manitoba lowlands             |
| Nam Okanagan — Similkameen | British Columbia · 49°4′B 119°41′T / 49,067°B 119,683°T | Xấp xỉ 284 km2 (110 dặm vuông Anh)      | Đồng bằng khô nội lục         |
| Thaidene Nene              | Northwest Territories · 62°30′B 111°00′T / 62,5°B 111°T | Xấp xỉ 14.000 km2 (5.405 dặm vuông Anh) | Vùng cao nguyên taiga Tây bắc |

### Các vườn quốc gia đã bị xóa bỏ
| Tên                            | Vị trí       | Thành lập            | Xóa bỏ              |
| ------------------------------ | ------------ | -------------------- | ------------------- |
| Hồ Brereton                    | Manitoba     | 1922                 | 1930                |
| Vườn quốc gia Buffalo          | Alberta      | 7 tháng 3 năm 1908   | 17 tháng 7 năm 1947 |
| Vườn quốc gia Menissawok       | Saskatchewan | 31 tháng 5 năm 1922  | 30 tháng 5 năm 1930 |
| Vườn quốc gia Nemiskam         | Alberta      | 1914                 | 17 tháng 7 năm 1947 |
| Công viên Vidal Point Dominion | Saskatchewan | 31 tháng 10 năm 1921 | 30 tháng 5 năm 1930 |
| Vườn quốc gia Wawaskesy        | Alberta      | 31 tháng 5 năm 1922  | 24 tháng 6 năm 1938 |

## Khu bảo tồn biển quốc gia
Khu bảo tồn biển quốc gia (NMCAs) là một bổ sung tương đối mới đối với hệ thống vườn quốc gia. Mục tiêu của hệ thống NMCAs là bảo tồn các khu vực đại diện cho 29 vùng biển của Canada được xác định bởi Cục Công viên Quốc gia Canada. Chúng được thành lập để sử dụng hiệu quả, bền vững, cũng như bảo vệ toàn vẹn hệ sinh thái biển. Chính phủ đã công bố kế hoạch bổ sung 5 Khu bảo tồn biển như là một phần của Đạo luật Khu bảo tồn biển. Khu bảo tồn đầu tiên được chính thức công bố là khu bảo tồn biển quốc gia Hồ Superior được thành lập vào năm 2015. Công viên biển quốc gia Fathom Five được thành lập vào năm 1987 trước khi có hệ thống NMCAs. Khu bảo tồn biển Saguenay–St. Lawrence được đồng quản lý bởi Cục Công viên Quốc gia Canada và Cơ quan quản lý Cơ sở giải trí ngoài trời Quebec (Sépaq).
Vào năm 2018, một khu bảo tồn biển đã được thiết lập bảo vệ 14.846 km2 (5.732 dặm vuông Anh) vùng biển, vùng đất ngập nước và bờ biển, đại diện cho 5 trong số 29 vùng biển được xác định với các nghiên cứu đang được tiến hành cho các khu bảo tồn ở ba khu vực khác.
| Tên                        | Hình ảnh | Vị trí                                            | Thành lập | Diện tích (2017)                 | Vùng biển                            | Mô tả |
| -------------------------- | -------- | ------------------------------------------------- | --------- | -------------------------------- | ------------------------------------ | --- |
| Fathom Five                |          | Ontario · 45°19′B 81°38′T / 45,317°B 81,633°T     | 1987      | 114 km2 (44 dặm vuông Anh)       | Vịnh Georgian                        | Đây là khu vực biển của vườn quốc gia Bruce, Fathom Five được đặt tên cho một phần trong vở kịch Giông tố của William Shakespeare. Khu vực này bảo tồn một môi trường thủy sinh độc đáo và một số đảo nhỏ bao gồm cả đảo Flowerpot. Các vùng nước xanh ngắt và là nơi có nhiều con tàu đắm trên bờ biển của Vịnh Georgian khiến cho công viên trở thành điểm đến phổ biến cho các thợ lặn.:189 |
| Gwaii Haanas (khu bảo tồn) |          | British Columbia · 52°0′B 131°12′T / 52°B 131,2°T | 2010      | 1.500 km2 (579 dặm vuông Anh)    | Hecate Strait, Queen Charlotte Shelf | Cùng với khu bảo tồn vườn quốc gia cùng tên, Gwaii Haanas bảo vệ một khu vực trải dài từ đáy đại dương của eo biển Hecate và bồn địa Queen Charlotte cho đến các ngọn núi của Haida Gwaii. Khu bảo tồn biển bảo tồn việc sử dụng truyền thống của người dân vùng Haida trong khi bảo vệ khu vực này tránh khỏi hoạt động thăm dò dầu khí và đánh bắt cá thương mại.:299                        |
| Hồ Superior                |          | Ontario · 48°26′B 89°13′T / 48,433°B 89,217°T     | 2007      | 10.880 km2 (4.201 dặm vuông Anh) | Hồ Superior                          | Nằm cạnh Vườn quốc gia Đảo Royale của Hoa Kỳ và một số công viên tỉnh Ontario, Khu bảo tồn này là một phần của khu dự trữ nước ngọt lớn nhất thế giới. |
| Saguenay–St. Lawrence      |          | Quebec · 48°4′B 69°40′T / 48,067°B 69,667°T       | 1998      | 1.245 km2 (481 dặm vuông Anh)    | St. Lawrence Estuary                 | Tọa lạc tại ngã ba của sông Saguenay và Saint Lawrence tiếp giáp với Vườn quốc gia Vịnh hẹp Saguenay, Saguenay-St. Lawrence bảo vệ một phần cửa sông St. Lawrence, một vùng đất kiếm ăn phổ biến cho động vật có vú biển như loài cá voi trắng đang bị đe dọa. |

### Khu bảo tồn biển dự kiến
| Khu vực dự kiến                        | Vị trí                                               | Diện tích                          | Vùng biển         |
| -------------------------------------- | ---------------------------------------------------- | ---------------------------------- | ----------------- |
| Quần đảo Magdalen                      | Quebec · 47°35′B 61°32′T / 47,583°B 61,533°T         | 16.500 km2 (6.371 dặm vuông Anh)   | Quần đảo Magdalen |
| Eo biển phía Nam Georgia (khu bảo tồn) | British Columbia · 49°18′B 123°48′T / 49,3°B 123,8°T | 1.400 km2 (541 dặm vuông Anh)      | Eo biển Georgia   |
| Tallurutiup Imanga                     | Nunavut · 74°13′B 84°0′T / 74,217°B 84°T             | 109.000 km2 (42.085 dặm vuông Anh) | Lancaster Sound   |

### Địa danh quốc gia
Ngoài các vườn quốc gia, một chương trình gần đây được thành lập vào năm 1978 có tên Địa danh quốc gia nhưng vẫn chưa được mở rộng ngoài một địa điểm duy nhất. Nó được dự định để bảo vệ các đặc điểm tự nhiên cụ thể được coi là "xuất sắc, đặc biệt, độc đáo, hoặc hiếm có của quốc gia. Những đặc điểm tự nhiên thường sẽ được các đơn vị khoa học quan tâm.
| Tên   | Hình ảnh | Vị trí                                                      | Thành lập | Diện tích (2017)         | Mô tả |
| ----- | -------- | ----------------------------------------------------------- | --------- | ------------------------ | --- |
| Pingo |          | Northwest Territories · 69°24′B 133°05′T / 69,4°B 133,083°T | 1984      | 16 km2 (6 dặm vuông Anh) | Nằm trên bờ biển Bắc Băng Dương, nó là địa danh quốc gia duy nhất của Canada bảo tồn tám gò đá được gọi là pingo, bao gồm gò đá lớn nhất của Canada là Ibyuk Pingo, cùng với các tầng đất đóng băng vĩnh cửu duy nhất. |